# Miño de San Esteban
Miño de San Esteban es un municipio y localidad española de la provincia de Soria, en la comunidad autónoma de Castilla y León. El término municipal tiene una población de 40 habitantes (INE 2024).

## Geografía
El municipio forma parte del partido judicial de El Burgo de Osma y de la comarca de las Tierras del Burgo. Desde el punto de vista jerárquico de la Iglesia católica forma parte de la diócesis de Osma la cual, a su vez, pertenece a la archidiócesis de Burgos.
En su término e incluido en la Red Natura 2000 está el lugar de importancia comunitaria conocido como Riberas del Río Duero y afluentes, que ocupa 32 hectáreas, el 1 % de su término.

## Historia
En el censo de 1879, ordenado por el conde de Floridablanca, figuraba como lugar del Partido de San Esteban de Gormaz en la intendencia de Soria, con jurisdicción de señorío y bajo la autoridad del alcalde pedáneo nombrado por la marquesa de Villena. Contaba entonces con 208 habitantes.
A la caída del Antiguo Régimen la localidad se constituyó en municipio constitucional en la región de Castilla la Vieja, partido de El Burgo de Osma que en el censo de 1842 contaba con 50 hogares y 198 vecinos. Hacia mediados del siglo XIX, el lugar tenía contabilizadas 63 casas. Aparece descrito en el decimoprimer volumen del Diccionario geográfico-estadístico-histórico de España y sus posesiones de Ultramar de Pascual Madoz de la siguiente manera:

MIÑO DE SAN ESTEBAN: l. con ayunt. en la prov. de Soria (14 1/2 leg.), part. jud. del Burgo de Osma (4), aud. terr. y c.} g. de Burgos (19), dióc. de Osma (4). sit. entre elevados cerros que le resguardan de los vientos, escepto por el NO.; su clima es frio, y las enfermedades mas comunes pulmonias y tercianas: tiene 63 casas, la consistorial, escuela de instruccion primaria frecuentada por 30 alumnos, á cargo de un maestro, á la vez sacristan y secretario de ayunt. dotado con 1,100 rs.; 1 igl. parr. de primer ascenso (San Martin) servida por l cura y 1 sacristan; el cementerio se halla á la parte del N. en posicion que no ofende á la salubridad pública; fuera de la pobl. como á unos 36 pasos de la misma, hay l fuente de abundantes y buenas aguas que provee á las necesidades del vecindario y ganados. term. confina N. Aldea de San Esteban; E. Soto de San Esteban; S. Fuente Labron, y O. Valdanzo; dentro de él se encuentra el desp. de Castril, cuyo térm. es de comun aprovechamiento entre los pueblos que antiguamente componían la comunidad de San Esteban de Gormaz: el terreno participa de quebrado y llano, le fertiliza en parte 1 pequeño arroyo que pasa inmediato á la pobl.; hay l deh. boyal, 1 prado que sirve de eras para trillar las mieses, y buenos montes poblados de encina y roble. caminos los que dirigen á los pueblos limítrofes. prod.: trigo, centeno, cebada, avena, vino, algunas legumores, leñas de combustible y carboneo, y buenos pastos, con los que se mantiene ganado lanar, vacuno y mular. ind. la agricultura, recria de ganados y 1 fábrica de teja. comercio: esportacion de vino, algun ganado y lana, é importacion de los art. de consumo que faltan. pobl.: 50 vec., 198 alm. cap. imp.: 61,467 rs. 10 mrs. presupuesto municipal: 440 rs., se cubre con los fondos de propios, algunos arbitrios, y en casos de déficit por reparto vecinal.
(Madoz, 1848, p. 425)

## Demografía
Cuenta con una población de 40 habitantes (INE 2024).
| Gráfica de evolución demográfica de Miño de San Esteban entre 1842 y 2021                                             |
| |
| Población de derecho según los censos de población del INE. Población de hecho según los censos de población del INE. |

## Patrimonio

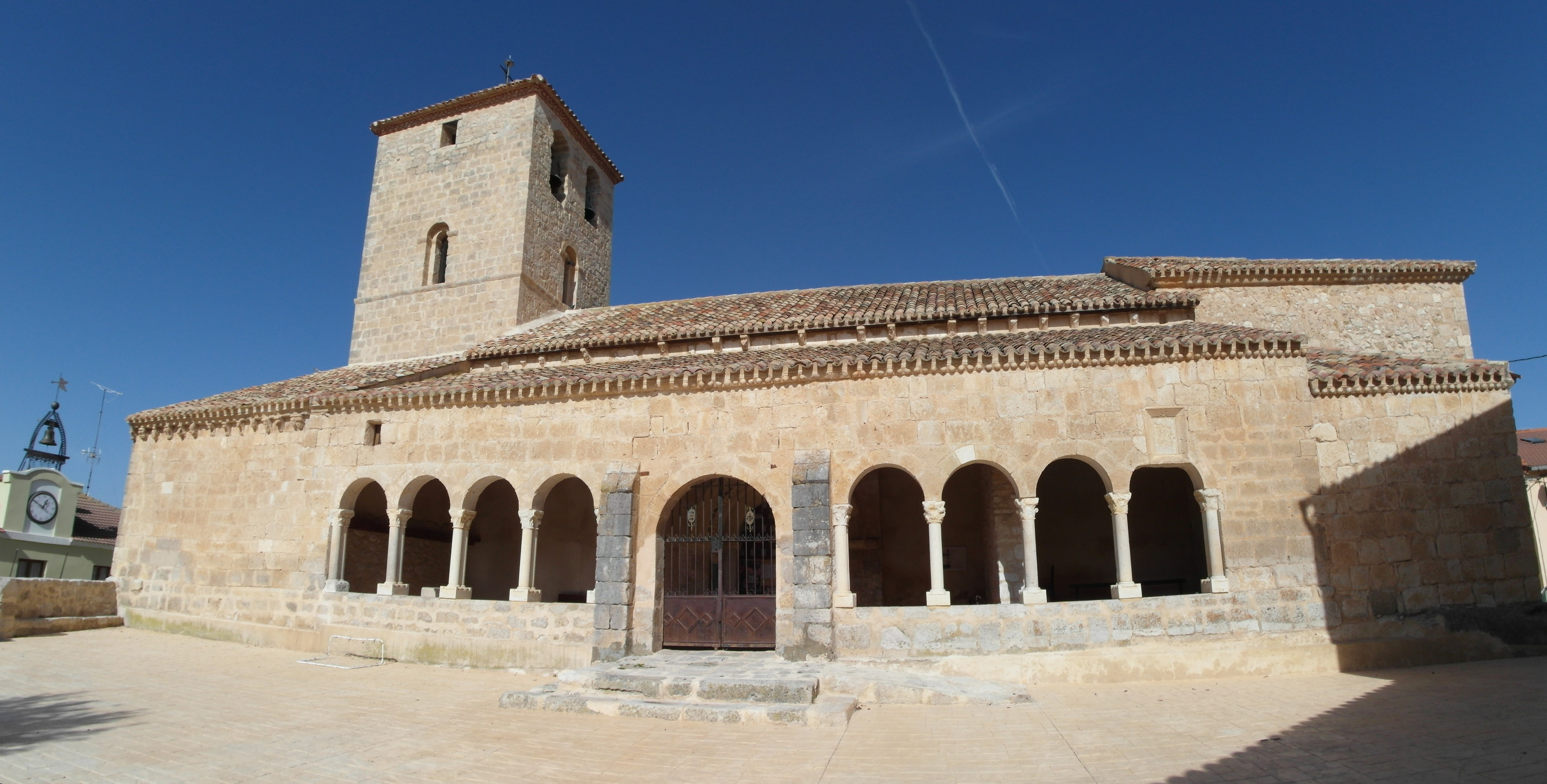
Iglesia de San Martín

En la localidad se encuentra una iglesia bajo la advocación de San Martín, del siglo XII, que tiene un torreón defensivo, es de estilo románico, con añadido gótico en el ábside. El templo es de nave única, con buena sillería y una excelente portada en el muro sur, por sus arquivoltas y capiteles. Buen artesonado de madera, de estilo mudéjar.  En los capiteles predominan las representaciones vegetales. Pero en el capitel número 7 curiosamente no es así y solo hay representaciones animales. La traza de las esculturas es simple y algo tosca. 
También hay bodegas tradicionales y lagares, todos ellos de propiedad privada.

## Fiestas
Las fiestas patronales se celebran el segundo fin de semana de julio, empezando con el pregón el viernes por la noche y teniendo actividad hasta el domingo por la tarde. Acuden los vecinos actuales y los "Miñorros" que han emigrado a otras provincias. Destacan por su animación y gran ambiente.